# Gymnopilus permollis
Gymnopilus permollis là một loài nấm thuộc họ Cortinariaceae.